# Maria Uhden
Maria Uhden (Coburg, 6 de março de 1892 — Munique, 14 de agosto de 1918) foi uma pintora e artista gráfica alemã.

## Biografia
Uhden nasceu em 6 de março de 1892 em Coburg, Alemanha. Ela fez parte do movimento expressionista alemão. Ela era casada com o pintor Georg Schrimpf. Ela morreu em 14 de agosto de 1918 em Munique.
Seu trabalho pode ser encontrado nas coleções do Museu de Arte do Condado de Los Angeles, no Museu Metropolitano de Arte, no Museu de Arte Moderna de New York, na Galeria Nacional de Arte e no Museu de Belas Artes de São Francisco.

## Galeria

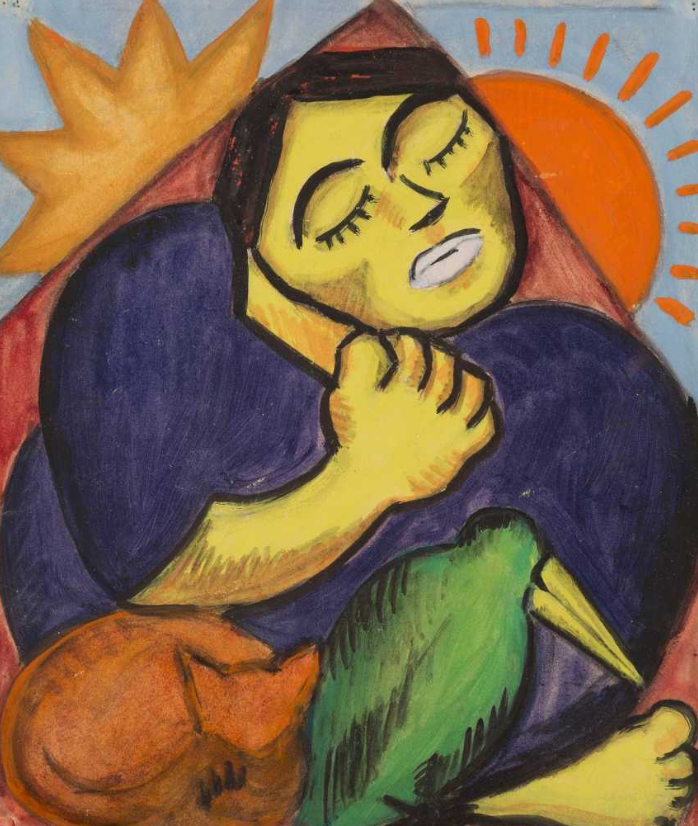
Frau mit Vogel, 1917
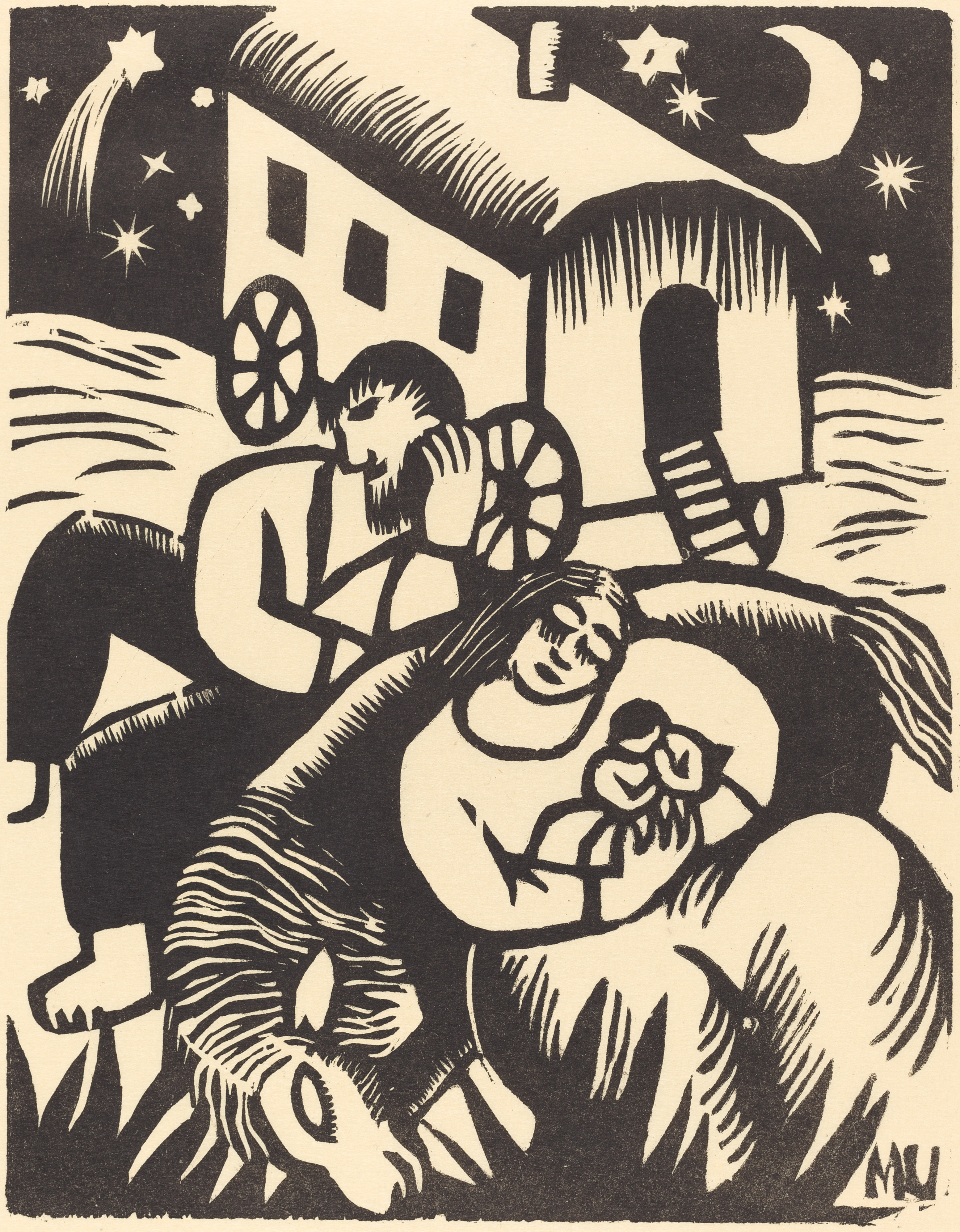
Ruhende Zigeuner, 1919